# Ragnall ua Ímair
Ragnall ua Ímair av Northumbria, död 921, var en engelsk monark. Han var kung av Kungariket Jorvik (kung av Södra Northumbria och York) 918–921. 